# Stagno (elemento chimico)
Lo stagno è un elemento chimico nella tavola periodica che ha numero atomico 50 e simbolo Sn, derivante da stannum, il nome latino dell'elemento. È il quarto elemento del gruppo 14 del sistema periodico, collocato tra germanio e piombo. Questo metallo di post-transizione argenteo e malleabile, che non si ossida facilmente all'aria e resiste alla corrosione, si usa in molte leghe e per ricoprire altri metalli più vulnerabili alla corrosione. Lo stagno si ottiene soprattutto dalla cassiterite, un minerale in cui è presente come biossido (SnO2), e dalla stannite.

## Caratteristiche
Lo stagno è un metallo molto malleabile e molto duttile  bianco argenteo, con una struttura cristallina particolare che provoca uno stridio caratteristico quando una barra di stagno viene piegata (il rumore è causato dalla rottura dei cristalli): se riscaldato, perde la sua duttilità e diventa fragile. Questo metallo resiste alla corrosione da acqua marina, da acqua distillata e da acqua potabile, ma può essere attaccato da acidi forti, da alcali e da sali acidi. Lo stagno agisce da catalizzatore in presenza di ossigeno disciolto nell'acqua e accelera l'attacco chimico.

## Forme allotropiche
Lo stagno solido a temperature normali ha due forme allotropiche. Sotto i 13,2 °C è stabile la forma allotropica alfa, detta stagno grigio, che ha una struttura cristallina cubica analoga a quella del silicio e del germanio. Sopra la temperatura limite di 13,2 °C invece è stabile la seconda forma allotropica, stagno beta, detto anche stagno bianco con una struttura cristallina tetragonale.
Stagno alfa: densità 5,769 g/cm³; numero di coordinazione 4
Stagno beta: densità 7,265 g/cm³; numero di coordinazione 6
Se raffreddato da solido, lo stagno bianco si riconverte lentamente nella forma allotropica alfa. Questo fenomeno per cui il metallo diventa polveroso e friabile, noto come peste dello stagno, viene sfavorito da impurità di alluminio e zinco presenti nel metallo che ne abbassano la transizione a 0 gradi. Per impedire del tutto questa trasformazione vengono aggiunte allo stagno puro piccole quantità di antimonio e bismuto.
Mentre lo stagno bianco è un metallo, lo stagno grigio, come il silicio e il  germanio, è un materiale semiconduttore intrinseco, ma con un band gap nullo.

## Applicazioni
Lo stagno si lega facilmente con il ferro ed è stato usato in passato per rivestire piombo, zinco e acciaio per impedirne la corrosione. I contenitori, lattine e scatolette, in banda stagnata (lamierino di acciaio stagnato) sono tuttora largamente usati per conservare i cibi, un uso che copre gran parte del mercato mondiale dello stagno metallico. Oltre alla forma metallica trovano largo impiego industriale diversi dei numerosi composti, organici ed inorganici, dello stagno IV.
Altri usi: 
- Alcune importanti leghe dello stagno sono: il bronzo nelle sue varie formulazioni (come la lega campanaria, il bronzo fosforoso e il bronzo statuario), il metallo di Babbitt, leghe die casting, il peltro, la lega da saldatore, il princisbecco e il White metal.
- Il sale di stagno più importante è il cloruro di stagno che si usa come agente riducente e come mordente nella stampa calico. Quando dei sali di stagno vengono spruzzati sul vetro, si forma un rivestimento elettricamente conduttivo: questo fenomeno viene sfruttato nella fabbricazione di pannelli luminosi e per frangivento antighiaccio.
- Il vetro delle finestre è molto spesso fabbricato raffreddando il vetro fuso facendolo galleggiare sopra una massa di stagno fuso, per ottenere una superficie piatta (è il famoso processo Pilkington).
- Lo stagno si usa anche nelle saldature per unire tubi di rame e di piombo ed entra nella composizione delle più diffuse leghe per saldatura utilizzate per componenti e circuiti elettronici, in leghe per bronzine, nella fabbricazione del vetro e in una vasta gamma di processi chimici.
- Fogli di stagno (carta stagnola) erano un imballaggio per cibo e medicinali. Ormai sono stati soppiantati da sottilissimi fogli di alluminio laminato.
- Composti organici dello stagno si usano nelle vernici antivegetative con cui è dipinta l'opera viva delle navi per impedire il proliferare di alghe, crostacei e molluschi su di essa (per esempio il Tributil Stagno Ossido – TBTO).

Lo stagno diventa superconduttore sotto 3,72 K: è stato uno dei primi superconduttori scoperti (il primo è mercurio allo stato solido) e l'effetto Meissner, una delle caratteristiche dello stato di superconduttività, è stato osservato per la prima volta in cristalli superconduttori di stagno. La lega niobio-stagno Nb3Sn è usata commercialmente per fabbricare cavi per magneti superconduttori grazie all'alta temperatura critica (18 K) e l'alto valore critico di campo magnetico (25 T). Un magnete superconduttore di un paio di chilogrammi di massa può generare lo stesso campo di un magnete convenzionale pesante molte tonnellate.

## Storia
Lo stagno (dal latino stannum) è stato uno dei primi metalli ad essere scoperto, e fin dall'antichità venne intensivamente usato per il suo effetto come legante del rame, di cui aumenta di molto la durezza e le doti meccaniche formando la lega nota come bronzo, in uso fino dal 3500 a.C. L'attività di estrazione mineraria dello stagno iniziò presumibilmente in Cornovaglia e a Dartmoor in età classica: grazie ad esso queste regioni svilupparono un fitto commercio con le aree civilizzate del Mar Mediterraneo. Lo stagno puro non venne usato in metallurgia fino al 600 a.C.
Le attività estrattive ebbero un'impennata verso la metà del XIX secolo dopo la scoperta delle proprietà del metallo nella conservazione dei cibi e la sua conseguente diffusione. Nel 1900 la Malaysia produceva la metà di tutto lo stagno a livello mondiale; le estrazioni erano aumentate dopo che nel 1853 l'Inghilterra aveva soppresso l'imposta su questo metallo.
Nell'epoca moderna l'alluminio ha soppiantato alcuni usi dello stagno, ma il termine stagnola è ancora usato per ogni metallo argenteo in forma di fogli sottili.

## Abbondanza
Circa 35 paesi nel mondo hanno miniere di stagno in attività e praticamente in ogni continente c'è un importante produttore di stagno. Lo stagno metallico si produce riducendo il minerale con carbone in una fornace a riverbero. L'elemento stagno è relativamente scarso nella crosta terrestre, con un'abbondanza relativa di circa 2 ppm, a paragone con le 94 ppm per lo zinco, le 63 ppm per il rame e le 12 ppm per il piombo. La maggior parte dei giacimenti di stagno del mondo sono di natura alluvionale e metà di essi è nel sudest asiatico. L'unico minerale importante dal punto di vista estrattivo è la cassiterite (SnO2), ma piccole quantità di stagno si possono ottenere anche da solfuri complessi come stannite, cilindrite, franckeite, canfieldite e teallite.

## Produzione mondiale
| I maggiori produttori di stagno nel 2020 | I maggiori produttori di stagno nel 2020 | I maggiori produttori di stagno nel 2020 |
| Posizione                                | Paese                                    | Produzione (mille tonnellate)            |
| ---------------------------------------- | ---------------------------------------- | ---------------------------------------- |
| 1                                        | Cina                                     | 81                                       |
| 2                                        | Indonesia                                | 66                                       |
| 3                                        | Birmania                                 | 33                                       |
| 4                                        | Perù                                     | 18                                       |
| 5                                        | RD del Congo                             | 17                                       |
| 6                                        | Bolivia                                  | 15                                       |
| 7                                        | Brasile                                  | 13                                       |
| 8                                        | Australia                                | 6,8                                      |
| 9                                        | Nigeria                                  | 5                                        |
| 10                                       | Vietnam                                  | 4,9                                      |

## Composti

### Ossidi
- Diossido di stagno (SnO2)
- Monossido di stagno (SnO)

### Alogenuri
- Cloruro stannico (SnCl4)
- Cloruro stannoso (SnCl2)
- Bromuro stannico (SnBr4)

### Altri
- ITO Ossido di indio-stagno

## Isotopi
Lo stagno è l'elemento con il maggior numero di isotopi stabili, dieci; questi comprendono tutti quelli con numeri di massa che vanno da 112 e 124, ad eccezione di 113, 121 e 123. Di questi, quelli più abbondanti sono 120Sn (almeno un terzo di tutto lo stagno), 118Sn e 116Sn, mentre quello meno abbondante è 115Sn. Gli isotopi che possiedono numeri di massa pari non hanno spin nucleare, mentre quelli dispari hanno uno spin di ½+. Lo stagno, insieme ai suoi tre isotopi più comuni 115Sn, 117Sn e 119Sn, è tra gli elementi più facili da rilevare e analizzare mediante la spettroscopia NMR e i suoi spostamenti chimici sono raffrontati rispetto allo SnMe4.
Si pensa che questo ampio numero di isotopi sia un risultato diretto dello stagno che ha numero atomico di 50, che nella fisica nucleare è un "numero magico". Ci sono 28 isotopi instabili aggiuntivi che sono noti, che abbracciano tutti quelli rimanenti con numeri di massa compresi tra 99 e 137. A parte lo 126Sn, che ha un'emivita di 230 000 anni, tutti gli isotopi radioattivi hanno un'emivita di meno di un anno. Lo 100Sn radioattivo è uno dei pochi nuclidi che possiedono un nucleo "doppiamente magico" e fu scoperto in tempi relativamente recenti, nel 1994. Altri 30 isomeri metastabili sono stati caratterizzati per gli isotopi tra 111 e 131, il più stabile dei quali è lo 121mSn, con un'emivita di 43,9 anni.

## Precauzioni
Le piccole quantità di stagno che si possono trovare nei cibi in scatola non sono dannose per gli esseri umani. Però, i composti trialchilici e triarilici dello stagno sono biocidi, e devono essere maneggiati con molta attenzione.